# إقليم الجديدة
إقليم الجديدة هو أحد الأقاليم السبعة المُشَكِّلة لجهة الدار البيضاء سطات المغربية. هو إقليم ساحلي يطل على المحيط الأطلسي، ويوجد في أقصى غرب الجهة.
يأوي إقليم الجديدة 786،716 نسمة (سبتمبر 2014)، ويمتد على مساحة تقدر بحوالي 6،000 كم².[بحاجة لمصدر] انشق عنه إقليم سيدي بنور سنة 2009.
يرأس الإقليم العامل محمد الكرّوج.

## المناطق الكبرى
| اسم المدينة أو الجماعة | عدد السكان (إحصاء 2014) |
| ---------------------- | ----------------------- |
| الجديدة                | 194.934                 |
| مولاي عبد الله         | 74.671                  |
| أزمور                  | 40.920                  |
| سيدي علي بن حمدوش      | 35.182                  |
| شتوكة                  | 33.170                  |
| أولاد حسين             | 32.130                  |
| حوزية                  | 28.821                  |
| سيدي إسماعيل           | 28.733                  |
| ولاد رحمون             | 28.449                  |
| متوح                   | 25.856                  |
| أولاد غانم             | 24.775                  |
| البئر الجديد           | 24.136                  |
| أولاد عيسى             | 23.370                  |
| سيدي عابد              | 22.980                  |

## التقسيم الإداري
حسب التقسيم الإداري الجديد، يضم إقليم الجديدة 3 حواضر و 24 جماعة قروية:

### الجماعات الحضرية
- أزمور (بلدية)
- الجديدة (بلدية)
- البئر الجديد (بلدية)

### الدوائر الإدارية
- دائرة أزمور
- دائرة الجديدة
- دائرة حوزية
- دائرة سيدي اسماعيل

### الجماعات القروية
| - شتوكة - لغديرة - لمهارزة الساحل - سيدي علي بن حمدوش | - مولاي عبد الله - أولاد عيسى - أولاد غانم - أولاد حسين - سيدي عابد - سيدي امحمد اخديم | - حوزية - ولاد رحمون | - بولعوان - شعيبات - متوح - مڭرس - أولاد حمدان - أولاد سيدي علي بن يوسف - أولاد فرج - سبت سايس - سي احساين بن عبد الرحمان - زاوية سيدي إسماعيل - زاوية سايس - زاوية لقواسم |

## وصلات خارجية
- (بالفرنسية) إحصائيات إقليم الجديدة على موقع World Gazetter
- بوابة إقليم الجديدة